# Kurt Rey
Kurt Rey, né le 10 décembre 1923, est un joueur international de football suisse, jouant comme défenseur.